# Zając szarak

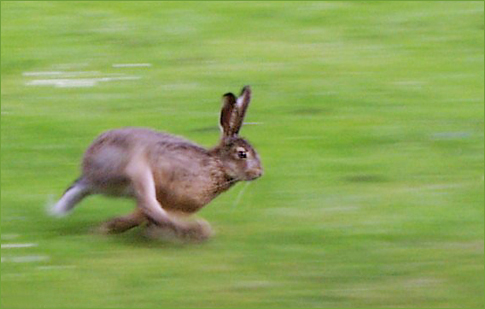
Biegnący zając szarak

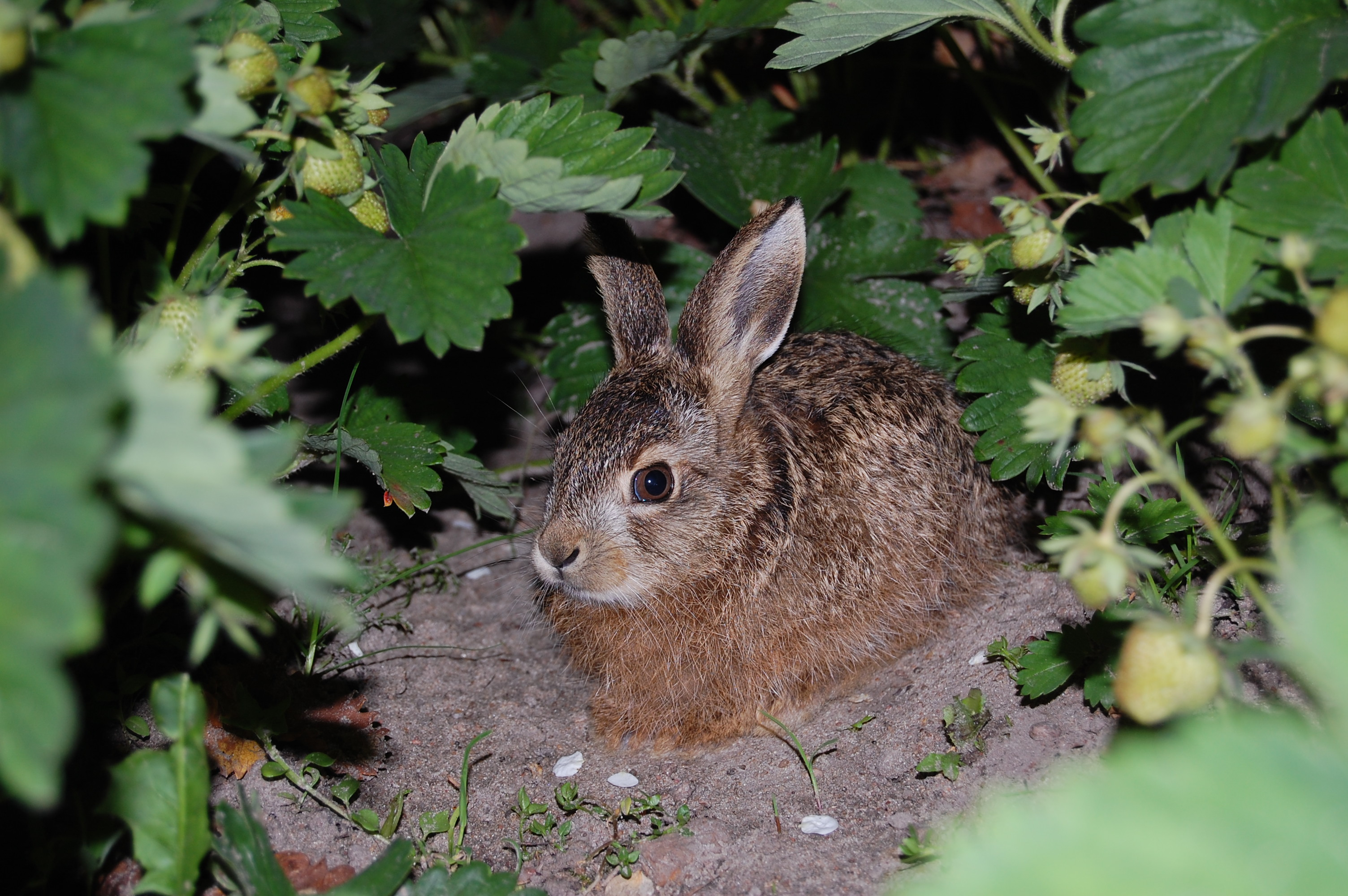
Młody zając szarak

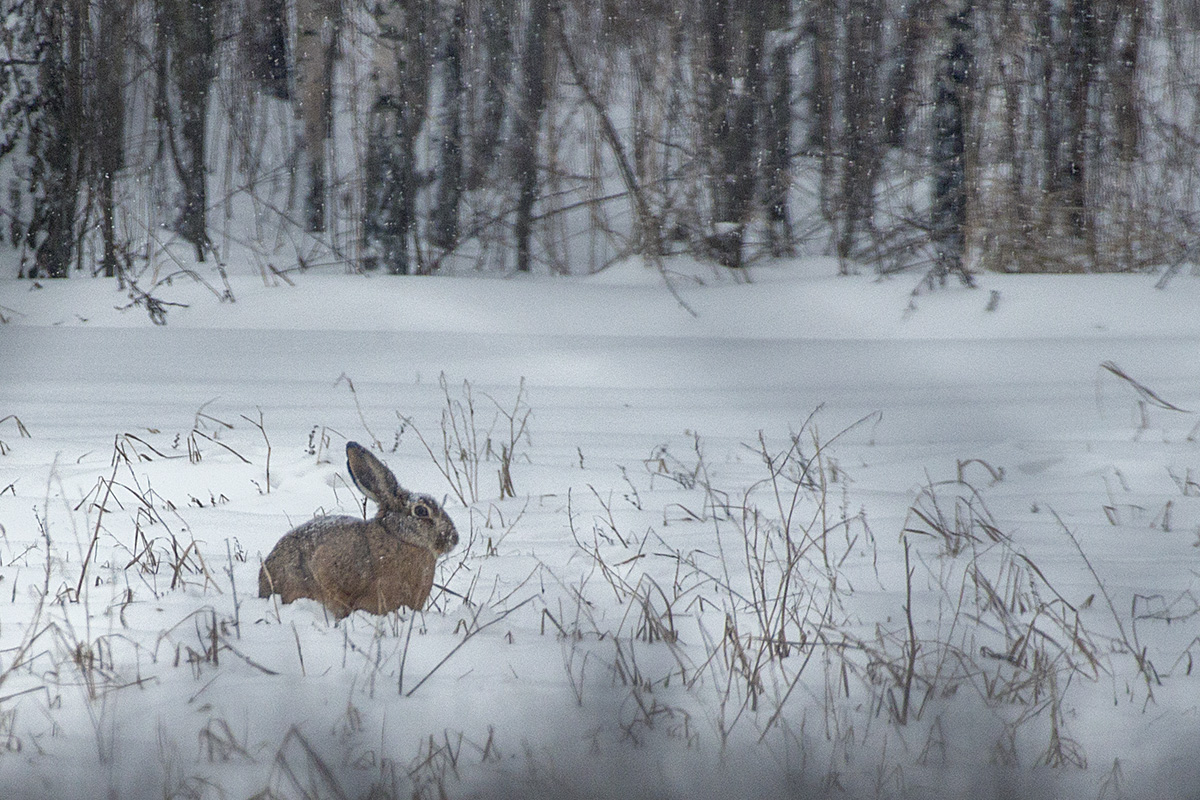
Zając szarak w zimowej scenerii

Zając szarak (Lepus europaeus) – gatunek ssaka z rodziny zającowatych (Leporidae).

## Występowanie
Rozpowszechniony w całej Europie, oprócz Półwyspu Iberyjskiego i północnej Skandynawii, w Azji od rzeki Irtysz po Iran i Irak. W Polsce występuje pospolicie na terenie całego kraju. Ich liczebność wynosi niewiele ponad 0,5 mln osobników i systematycznie maleje. Na początku lat 90. XX wieku było ich ponad 1,1 mln, a w latach 70. prawie 3,2 mln. Powodem spadku populacji jest przypuszczalnie wprowadzenie u lisów okresowych szczepień ochronnych przeciwko wściekliźnie, jako że głównym wrogiem zajęcy szaraków (szczególnie młodych) w środowisku naturalnym jest w Polsce lis. Szczepienia ochronne, które w zamyśle miały zahamować rozprzestrzenianie się wścieklizny wśród lisów, a tym samym zmniejszyć zagrożenie dla ludzi, przyniosły też uboczny skutek: zwiększenie ich populacji, a tym samym zmniejszenie populacji zająca szaraka. Duży, niekorzystny wpływ wywiera też mechanizacja rolnictwa (koszenie łąk), ruch drogowy (brak przejść przecinających drogi dla migrujących dzikich zwierząt) oraz liczne, zdziczałe psy i koty. Dodatkowo zwiększanie areałów monokultur w rolnictwie wraz z zanikiem tradycyjnego rolnictwa ekstensywnego oraz likwidacja remiz śródpolnych oraz miedz (zbyt jednolita baza żerowa niedostarczająca minerałów i witamin w odpowiednich proporcjach oraz brak miejsc schronienia) powoduje osłabienie kondycji, a zatem odporności na pasożyty i choroby (na przykład myksomatozę).
Zasięg występowania w zależności od podgatunku:
- L. europaeus europaeus – zachodnia Europa.
- L. europaeus caspicus – Niskie Zawołże, Kałmucja (Rosja) i zachodni Kazachstan.
- L. europaeus connori – północno-zachodni Iran.
- L. europaeus creticus – Kreta (Grecja).
- L. europaeus cyprius – Cypr.
- L. europaeus cyrensis – Azerbejdżan, Kaukaz Południowy.
- L. europaeus hybridus – kraje bałtyckie, Białoruś, Ukraina, Finlandia, zachodnia i centralna Rosja.
- L. europaeus judeae – Palestyna.
- L. europaeus karpathorum – Karpaty.
- L. europaeus medius – Dania.
- L. europaeus occidentalis – Wielka Brytania.
- L. europaeus parnassius – środkowa Grecja.
- L. europaeus ponticus – wybrzeże Morza Czarnego (Rosja).
- L. europaeus rhodius – Rodos (Grecja).
- L. europaeus syriacus – Syria.
- L. europaeus transsylvanicus – wschodnia i południowo-wschodnia Europa.

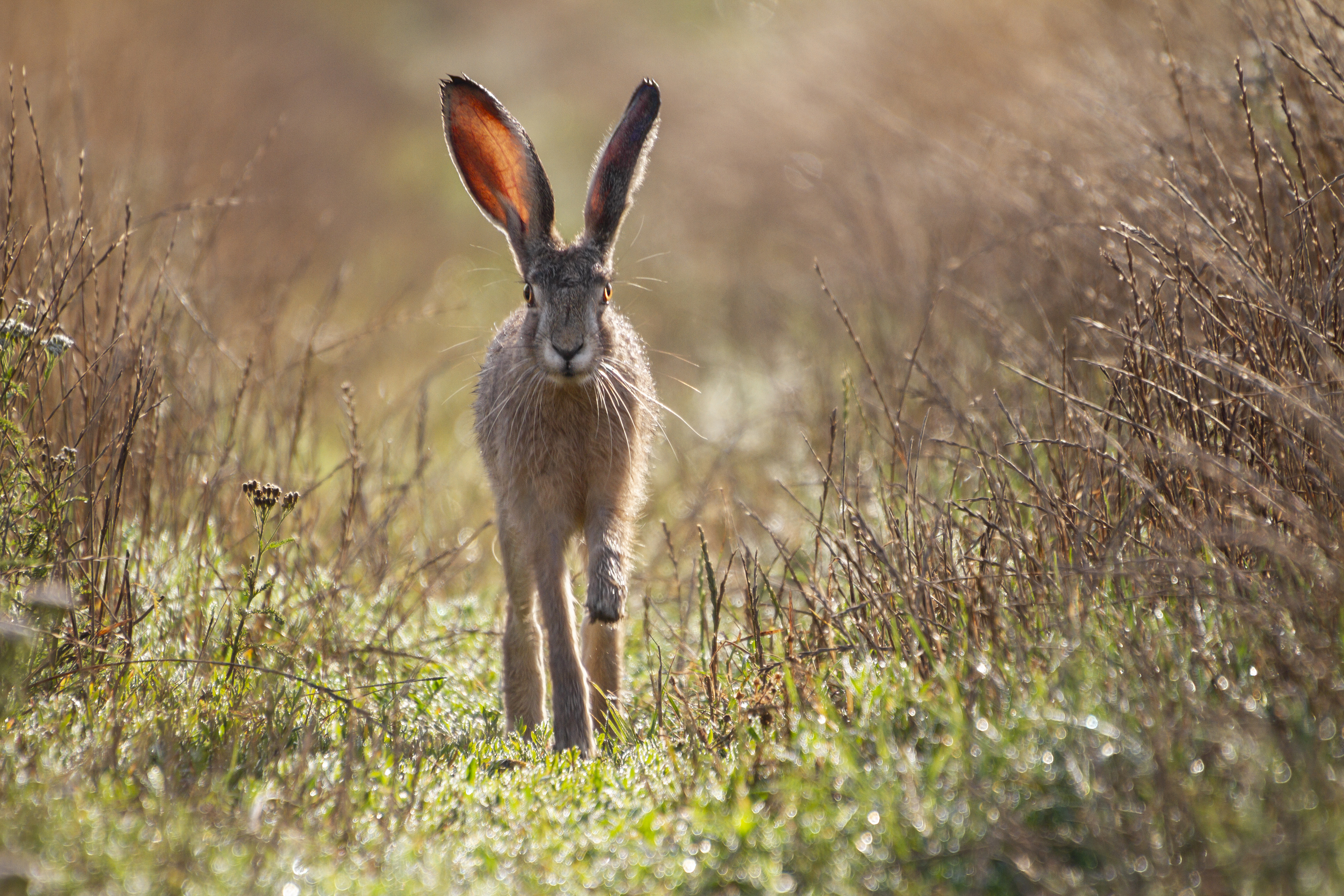
Młody zając szarak

Zając szarak pochodzi z użytków zielonych na Bliskim Wschodzie i stamtąd rozprzestrzenił się na obszary rolnicze Europy. Dzisiejsze rozmieszczenie obejmuje europejskie obszary nizinne od południowej Finlandii do północnego i północno-wschodniego Półwyspu Iberyjskiego oraz kilku wysp Morza Śródziemnego (Kreta, Rodos, Cypr) i rozciąga się na wschód do zachodniej Syberii i zachodniej części mongolskich nizin oraz na południe do północnego Izraela, północnej Syrii, północnego Iraku, dolin Tygrysu i Eufratu oraz w północno-zachodnim Iranie. W starożytności został wprowadzony do Wielkiej Brytanii. W czasach nowożytnych szeroko introdukowany jako gatunek łowny w południowej Szwecji, północnej Irlandii, na Korsyce, w południowo-wschodniej Kanadzie do północno-wschodniej części Stanów Zjednoczonych, w Ameryce Południowej (Argentyna, Brazylia, Chile, Urugwaj i Paragwaj), w Australii, Nowej Zelandii, oraz na kilka wysp, w tym Barbados, Reunion i Falklandy.

## Taksonomia
Gatunek po raz pierwszy naukowo opisał w 1778 roku niemiecki przyrodnik Peter Simon Pallas nadając mu nazwę Lepus europaeus. Holotyp pochodził z Polski (Pallas nie wskazał miejsca typowego).
Dawniej w obrębie L. capensis w oparciu o klin morfologiczny (głównie wielkość) od północno-wschodniej Afryki na wschód przez północny Półwysep Arabski, Bliski Wschód i na północ przez Izrael do Turcji. Analiza wykazała brak ciągłości między mniejszym „capensis” a większym „europaeus” od wschodniego wybrzeża Morza Śródziemnego przez Iran, co jest przesłanką do tego, że L. europaeus jest oddzielony od L. capensis i L. tolai. Konieczne jest wyjaśnienie taksonomiczne przy użyciu współczesnych metod. Autorzy Illustrated Checklist of the Mammals of the World wyróżnili szesnaście podgatunków.

### Etymologia
- Lepus: łac. lepus „królik, zając”[40].
- europaeus: łac. Europaeus „europejski, Europejczyk”, od Europa lub Europe „Europa”[41].
- caspicus: łac. Caspius „kaspijski, z Morza Kaspijskiego”[41].
- connori: ppłk. E.P. Connor, kolekcjoner[21].
- creticus: łac. Creta „Kreta”, od gr. Kρητη Krētē „Kreta”[41].
- cyprius: łac. Cyprius „cypryjski, Cypryjczyk, z Cypru”[41].
- cyrensis: rzeka Kura, Azja[32].
- hybridus: łac. hybrida lub hibrida „mieszaniec”, być może od gr. ὑβριζω hubrizō „być rozwiązłym”[41].
- judeae: łac. Iudaeus „z Judei”, od Iudaea „Judea, Palestyna”[41].
- karpathorum: Karpaty, środkowa i wschodnia Europa[41].
- medius: łac. medius „pośredni, środkowy”[41].
- occidentalis: łac. occidentalis „zachodni”, od occidens, occidentis „zachód”, od occidere „zachodzić”[41].
- parnassius: Parnas, Grecja[19].
- ponticus: łac. Ponticus „z Morza Czarnego”, od Pontus Euxinus „Morze Pontyjskie” lub „Morze Czarne”[41].
- rhodius: łac. Rhodius „Rodyjczyk, rodyjski, z Rodos”, od Rodos „Rodos”[41].
- syriacus: łac. Syriacus „Syryjczyk, syryjski”[41].
- transsylvanicus: Transylwania (formalnie Siedmiogród), region i dawne księstwo Rumunii[41].

## Morfologia
Długość ciała (bez ogona) 550–680 mm, długość ogona 75–140 mm, długość ucha 100–140 mm, długość tylnej stopy 124–185 mm; masa ciała 3,5–5 kg.
Zając szarak jest największym przedstawicielem rodzaju Lepus w Europie. Ogon zająca szaraka jest relatywnie długi i od góry ma kolor czarny, na spodzie biały. Uszy o czarnych końcówkach są dłuższe od głowy. Łapy są wąskie i twarde, przystosowane do biegania po twardym terenie. Tylne nogi są znacznie dłuższe od przednich. Oczy są duże o tęczówkach w kolorze od żółtego do pomarańczowego. Futro u góry ma szarobrązowy kolor – upodabniający go do podłoża – ubarwienie ochronne. Sierść na grzbiecie jest dłuższa i bardziej zakręcona od reszty. Boki ciała są jaśniejsze w kolorze ochrobrązowego. Brzuszna część ciała i wewnętrzna strona nóg są białe. W zimie futro staje się jaśniejsze i gęstsze niż w lecie. W przeciwieństwie do niektórych przedstawicieli rodzaju futro zająca europejskiego nie staje się całkowicie białe zimą, jednak w tym okresie na bokach głowy i podstaw uszu pojawiają się białe obszary, a okolice bioder i zadu przybierają nieco koloru szarego.
Szata zimowa różni się też ubarwieniem w zależności od szerokości geograficznej. Na północy ciemne są tylko uszy, głowa i przednia część grzbietu, zaś reszta staje się szarawa lub nawet biała. Okazy z południowych szerokości geograficznych wykazują bardzo małą zmianę ubarwienia, ale mogą wydawać się bardziej czerwonawe.

## Ekologia

### Siedlisko
Zając szarak jest typowo stepowym gatunkiem. Występuje przeważnie na otwartych obszarach upraw rolniczych, suchych łąkach i w młodnikach śródpolnych. W dużych lasach pojawia się rzadko. Nie lubi obszarów bagiennych i podmokłych. Zimą zające szaraki, zmuszone głodem, często żerują w nieogrodzonych sadach.

### Tryb życia
Zające szaraki są wyłącznie roślinożerne. Piją wodę ze zbiorników sporadycznie, najczęściej wystarcza im rosa z roślin, którymi się żywią. Wiosną i latem spożywają niewielkie nadziemne części roślin, jesienią mogą zjadać korzonki lub inny wydobywany spod ziemi pokarm roślinny. W zimie obgryzają gałązki drzew i krzewów, wczesną wiosną zjadają młode pędy. Zające szaraki nie kopią nor. Śpią w wyciśniętych podczas leżenia nieckach, które nazywa się kotlinkami. Odżywiają się zarówno w dzień, jak i w nocy. Wzrok mają raczej słaby. Ruch rozpoznają doskonale, nawet ze sporej odległości, ale nieruchome przedmioty rozróżniają słabo. W normalnych warunkach nigdy nie wydają głosu. Ich charakterystyczny głos, tak zwane kniazienie, można usłyszeć tylko wtedy, gdy są ścigane na przykład przez psa, lub są ranne i zagrożone. Nie boją się wody – w razie potrzeby potrafią pływać.

### Rozród
Długość życia to nawet 13 lat, ale przeważnie zając szarak dożywa jedynie do 5 lat z powodu drapieżników (lisy, psy, koty, myszołowy, jastrzębie, błotniaki i kruki). Dojrzewa płciowo po około 8 miesiącach. Ciąża u zająca szaraka trwa 1,5 miesiąca. Samica w ciągu roku rodzi przeważnie 3 mioty, a w każdym po 2–5 zajączków. Na terenach rolniczych w pobliżu obiektów przemysłowych, gdzie biocenozy narażone są na zanieczyszczenie metalami ciężkimi, taki jak kadm i ołów, rozrodczość zmniejsza się i wynosi 1–2 zajączków. Zajączki rodzą się całkowicie rozwinięte i pokryte gęstą sierścią. Karmiąca je matka odchodząc, by się pożywić, zostawia je w gęstej trawie. Ubarwienie ochronne pomaga zajączkom skryć się przed drapieżnikami.

## Ochrona
W Polsce jest gatunkiem łownym z okresem ochronnym. Na zające szaraki polować można od 1 listopada do 31 grudnia, a w drodze odłowu do 15 stycznia (rozporządzenie Ministra Środowiska z 16 marca 2005 dotyczące okresów polowań na zwierzęta łowne).